# Dacnusa temula
Dacnusa temula är en stekelart som först beskrevs av Alexander Henry Haliday 1839.  Dacnusa temula ingår i släktet Dacnusa och familjen bracksteklar. Arten är reproducerande i Sverige. Inga underarter finns listade i Catalogue of Life.